# Chemnitzer FC
Chemnitzer FC, tidigare FC Karl-Marx-Stadt, är en fotbollsklubb från Chemnitz.

## Kända spelare
- Michael Ballack